# Concile d'Agde
Le concile d’Agde est une assemblée d'évêques de l'Église catholique romaine, tenue dans l'église Saint-André de la ville d'Agde en 506, avec la permission du roi wisigoth Alaric II qui était d'obédience arienne. 
La ville d'Agde, choisie pour sa situation centrale entre les diocèses de Provence et ceux du Sud-Ouest de la Gaulle, a alors réuni 24 évêques et dix délégués de prélats empêchés de se rendre à ce synode. Sous la présidence de saint Césaire d'Arles, archevêque de la ville d'Arles, qui en a préparé les travaux et suggéré les décisions, son but était de régler dans le royaume wisigothique le statut disciplinaire et temporel de l'Église romaine. À l'issue du concile, 49 canons furent rédigés, qui assoient la domination de Rome sur l'arianisme, actée au quatrième Concile de Tolède (633) qui décrètera l'uniformité de la liturgie dans tout le royaume wisigoth, et renforcera la limitation des libertés pour les Juifs.

## Quelques mesures prises par le Concile
- Il définit le rite selon lequel tout chrétien doit recevoir la communion 3 fois par an, à Pâques, à la Pentecôte et à Noël.
- Le peuple doit recevoir la bénédiction du Saint-Sacrement après l'office du soir (canon XXX). Ce canon demandait de chanter quotidiennement les hymnes à l'office de matines ainsi qu'aux vêpres[1], avant que le règle de saint Benoît ne soit fixé par ce saint vers 530.
- Le dix-septième canon précise certaines modalités concernant l'ordination : « Nul métropolitain ne devra prendre sur lui d'ordonner prêtre ou évêque, quiconque ne sera pas âgé de trente ans, qui est l'âge de l'homme parfait, ni de faire diacre tout sujet n'ayant pas atteint sa vingt-cinquième année... » . Il convient d'indiquer que si cette loi, à l'époque, était en vigueur, certains évêques s'en affranchissaient en dispensant les sujets qui faisaient preuve d'une piété remarquable.
- Le concile statue aussi sur les Juifs  pour « empêcher ceux-ci de contaminer les chrétiens ». Il définit les conditions du baptême pour les Juifs, visant à les empêcher de continuer à leurs rites ancestraux, en imposant un délai : « les Juifs qui veulent se rallier à la foi catholique doivent, à l'exemple des catéchumènes, se tenir pendant huit mois sur le seuil de l'église; si, au bout de ce temps, leur foi est reconnue sincère, ils obtiendront la grâce du baptême. Mais si, dans l'intervalle, ils se trouvent en danger de mort, ils pourront être baptisés avant le terme prescrit ». Surtout, son canon 40 défend aux chrétiens de manger avec des Juifs[2] : « Tout chrétien, clerc ou laïc, doit s'abstenir de prendre part aux banquets des Juifs ; ces derniers ne mangeant pas des mêmes aliments que les chrétiens, il est indigne et sacrilège que les chrétiens touchent à leur nourriture. Les mets que nous prenons avec la permission de l'apôtre sont jugés immondes par les Juifs. Un chrétien se montre donc l'inférieur d'un Juif s'il s'assujettit à manger des plats que ce dernier lui présente et si, d'autre part, le Juif repousse avec mépris la nourriture en usage ». Déjà édictée en 465 par le concile de Vannes pour les clercs[3], cette interdiction étendue à tous les chrétiens sera peu respectée puisque d'autres conciles la renouvèlent à plusieurs reprises (Épône, 517 ; Orléans, 538 ; Mâcon, 581) ; même des évêques n'obéissaient pas à ces prescriptions, certains entretenaient des rapports chaleureux avec les Juifs[4].
- Dans le même concile on ordonna de fustiger les moines indociles et les clercs coupables d'ivrognerie (canon 38).
- Le concile s'inscrit aussi dans la lignée des règles des précédents conciles qui ont légiféré dans le domaine de la vie consacrée féminine. Alors que les conciles régionaux de Gaule ont déjà abrogé le diaconat féminin (Nîmes 394-396, Orange 441), le concile d'Agde, interdit aussi de donner le voile aux moniales avant l'âge de quarante ans. Selon le concile de Chalcédoine (451), avant cet âge on ne pouvait ordonner les diaconesses. De même, le concile définit les futures règles de clôture : « Les monastères de femmes seront situés à une bonne distance des monastères de moines, tant à cause des embûches du diable qu'en raison des médisances des gens. »
- Dans le canon 20 du concile, on défend aux clercs de porter des habits « qui ne convenaient point à leur état, c'est-à-dire qu'ils commençaient dès lors à s'écarter des règles de la modestie et de la bienséance »
- Dans le canon 42 on condamne et on exclut les « clercs et laïcs qui jouent les augures » . On condamne également celui qui, clerc ou laïc, les consulte. « L'Église le tiendra pour étranger ».
- Le concile confirme aussi le précepte dominical (canon 47). C’est-à-dire que devant la tiédeur ou la négligence de certains, il a dû expliciter le devoir des fidèles de participer à la messe dominicale. Ainsi, le concile d'Agde est l'une des assemblées qui va l'inscrire dans le droit canon. Ces décrets de conciles particuliers, comme une chose tout à fait évidente, ont abouti à une coutume universelle à caractère d'obligation.
- De même le concile d'Agde a confirmé la pratique de la tonsure (canon 20) en insistant surtout sur la nécessité d'une coiffure « modeste » pour les clercs. Cette coutume ecclésiastique restera en vigueur jusqu'en 1972 (réforme des ordres mineurs, Ministeria quaedam de Paul VI).

## Participants

### Évêché métropolitain d'Arles
- Antibes : évêque Agraecius ;
- Arles : évêque Césaire ;
- Digne : évêque Pentadius ;
- Fréjus : prêtre Jean, représentant l'évêque Victorien ;
- Nîmes : évêque Sedatus ;
- Uzès : évêque Probatius.

### Évêché métropolitain de Bordeaux
- Bordeaux : évêque Cyprien ;
- Périgueux : évêque Cronopius.

### Évêché métropolitain de Bourges
- Albi : évêque Sabinus ;
- Arvernes : prêtre Paulin, représentant l'évêque Euphrasius ;
- Bourges : évêque Tetradius ;
- Cahors : évêque Boetius ;
- Gabales : diacre Optimus, représentant l'évêque Léonicus ;
- Rodez : évêque Quintianus.

### Évêché métropolitain d'Eauze
- Auch : évêque Nicet ;
- Bigorre : prêtre Ingénu, représentant l'évêque Aper ;
- Comminges : évêque Suavis ;
- Couserans : évêque Lizier ;
- Dax : évêque Gratien ;
- Eauze : évêque Clair ;
- Lectoure : évêque Vigile ;
- Lescar : évêque Galactoire[5] ;
- Oloron : évêque Gratus.

### Évêché métropolitain de Narbonne
- Agde : évêque Sophronius ;
- Lodève : évêque Maternus ;
- Narbonne : prêtre Avilius, représentant l'évêque Caprarius ;
- Toulouse : évêque Heraclius.